# Ryan Jimmo
Ryan Jimmo (Saint John, 27 de novembro de 1981 - Edmonton, 26 de junho de 2016) foi um lutador de MMA canadense, já competiu no Peso Meio-Pesado do Ultimate Fighting Championship. Profissional de 2007 a 2016, Jimmo lutou em promoções canadenses, e participou do The Ultimate Fighter: Team Nogueira vs. Team Mir.

## Carreira no MMA

### The Ultimate Fighter
Após conseguir o recorde de 6–1, Jimmo foi selecionado para o The Ultimate Fighter. Jimmo foi um dos dezesseis meio-pesados selecionados para participar da oitava temporada do programa. A primeira luta de Jimmo, valendo uma vaga na casa foi contra Antwain Britt. Britt venceu na Decisão Majoritária após dois rounds. 

### Ultimate Fighting Championship
Jimmo era esperado para fazer sua estreia promocional no UFC contra Karlos Vemola em 20 de janeiro de 2013 no UFC on FX: Guillard vs. Miller. Porém Jimmo foi forçado a se retirar da luta devido à uma lesão.
Jimmo enfrentou Anthony Perosh em 21 de junho de 2012 no UFC 149, venceu por Nocaute no primeiro round, entrando para a história no UFC como nocaute mais rápido da história do UFC. Sua performance lhe rendeu o prêmio de Nocaute da Noite.
Jimmo enfrentou James Te-Huna em 16 de fevereiro de 2013 no UFC on Fuel TV: Barão vs. McDonald e perdeu por decisão unânime.
Jimmo enfrentou Igor Pokrajac em 15 de Junho de 2013 no UFC 161 e venceu por decisão unânime. Enfrentou o até então invicto Jimi Manuwa em 26 de Outubro de 2013 no UFC Fight Night: Machida vs. Muñoz. Jimmo sofreu uma lesão no fim do segundo round, perdendo então por nocaute técnico. Jimmo era esperado para enfrentar o estreante na organização Steve Bosse em 16 de abril de 2014 no UFC Fight Night: Bisping vs. Kennedy. Porém, uma lesão tirou Bosse do evento e ele foi substituído pelo também estreante Sean O'Connell. Jimmo venceu a luta por nocaute no primeiro round. Jimmo foi derrotado por Ovince St. Preux em 14 de junho de 2014 no UFC 174 por finalização verbal no segundo round. Enfrentou Francimar Barroso em 30 de maio de 2015 no UFC Fight Night: Condit vs. Alves e foi derrotado por decisão unânime.
Jimmo morreu em 26 de junho de 2016, atropelado propositalmente por um caminhão em Edmont, no Canadá. Levado ao hospital, não resistiu aos ferimentos.

## Cartel no MMA
| Cartel no MMA   |             |            |
| 24 lutas        | 19 vitórias | 5 derrotas |
| Por nocaute     | 8           | 2          |
| Por finalização | 2           | 1          |
| Por decisão     | 9           | 2          |

| Res.    | Cartel | Oponente                 | Método                               | Evento                               | Data       | Round | Tempo | Local                       | Notas                                                     |
| ------- | ------ | ------------------------ | ------------------------------------ | ------------------------------------ | ---------- | ----- | ----- | --------------------------- | --------------------------------------------------------- |
| Derrota | 19-5   | Francimar Barroso        | Decisão (unânime)                    | UFC Fight Night: Condit vs. Alves    | 30/05/2015 | 3     | 5:00  | Goiânia                     |                                                           |
| Derrota | 19-4   | Ovince St. Preux         | Finalização Verbal (kimura)          | UFC 174: Johnson vs. Bagautinov      | 14/06/2014 | 2     | 2:10  | Vancouver, British Columbia |                                                           |
| Vitória | 19-3   | Sean O'Connell           | Nocaute (socos)                      | UFC Fight Night: Bisping vs. Kennedy | 16/04/2014 | 1     | 4:27  | Quebec City, Quebec         | Performance da Noite.                                     |
| Derrota | 18-3   | Jimi Manuwa              | Nocaute Técnico (lesão)              | UFC Fight Night: Machida vs. Muñoz   | 26/10/2013 | 2     | 4:41  | Manchester                  |                                                           |
| Vitória | 18-2   | Igor Pokrajac            | Decisão (unânime)                    | UFC 161: Evans vs. Henderson         | 15/06/2013 | 3     | 5:00  | Winnipeg, Manitoba          |                                                           |
| Derrota | 17-2   | James Te-Huna            | Decisão (unânime)                    | UFC on Fuel TV: Barão vs. McDonald   | 16/02/2013 | 3     | 5:00  | Londres                     |                                                           |
| Vitória | 17–1   | Anthony Perosh           | Nocaute (soco)                       | UFC 149: Faber vs. Barão             | 21/07/2012 | 1     | 0:07  | Calgary, Alberta            | Nocaute da Noite. Nocaute mais rápido na história do UFC. |
| Vitória | 16–1   | Rameau Thierry Sokoudjou | Decisão (unânime)                    | MFC 31                               | 07/10/2011 | 5     | 5:00  | Edmonton, Alberta           | Defendeu o Título Meio Pesado do MFC                      |
| Vitória | 15–1   | Zak Cummings             | Decisão (unânime)                    | MFC 29: Conquer]                     | 08/04/2011 | 5     | 5:00  | Windsor, Ontario            | Defendeu o Título Meio Pesado do MFC                      |
| Vitória | 14–1   | Dwayne Lewis             | Nocaute Técnico (interrupção médica) | MFC 28                               | 25/02/2011 | 3     | 3:13  | Edmonton, Alberta           | Ganhou o Título Vago Meio Pesado do MFC                   |
| Vitória | 13–1   | Wilson Gouveia           | Decisão (unânime)                    | MFC 25                               | 07/05/2010 | 3     | 5:00  | Edmonton, Alberta           |                                                           |
| Vitória | 12–1   | Emanuel Newton           | Decisão (unânime)                    | MFC 23                               | 04/12/2009 | 3     | 5:00  | Edmonton, Alberta           |                                                           |
| Vitória | 11–1   | Marvin Eastman           | Decisão (dividida)                   | MFC 22                               | 02/10/2009 | 3     | 5:00  | Edmonton, Alberta           |                                                           |
| Vitória | 10–1   | Mychal Clark             | Decisão (unânime)                    | MFC 21                               | 15/05/2009 | 3     | 5:00  | Enoch, Alberta              |                                                           |
| Vitória | 9–1    | Rick Roufus              | Nocaute Técnico (socos)              | PFP: Wanted                          | 29/11/2008 | 1     | 2:24  | Dartmouth, Nova Scotia      |                                                           |
| Vitória | 8–1    | Jesse Forbes             | Decisão (unânime)                    | XMMA 6: House of Pain                | 06/11/2008 | 3     | 5:00  | Montreal, Quebec            |                                                           |
| Vitória | 7–1    | Chris Fontaine           | Nocaute Técnico (socos)              | X: Fight                             | 04/10/2008 | 1     | 4:39  | Moncton, New Brunswick      |                                                           |
| Vitória | 6–1    | Jeff Lundburg            | Nocaute Técnico (socos)              | ECC 7: Bad Blood                     | 15/03/2008 | 1     | 1:31  | Halifax, Nova Scotia        |                                                           |
| Vitória | 5–1    | Craig Zellner            | Finalização (mata leão)              | MFC 15: Rags to Riches               | 22/02/2008 | 1     | 3:20  | Edmonton, Alberta           |                                                           |
| Vitória | 4–1    | Samir Seif               | Nocaute Técnico (socos)              | PFP: New Year's Restitution          | 13/01/2008 | 1     | 4:33  | Halifax, Nova Scotia        |                                                           |
| Vitória | 3–1    | Nick Goetz               | Finalização (mata leão)              | MFC 14: High Rollers                 | 23/11/2007 | 1     | 0:44  | Edmonton, Alberta           |                                                           |
| Vitória | 2–1    | Matt Acorn               | Nocaute Técnico (socos)              | ECC 6: Hometown Heroes               | 20/10/2007 | 1     | 2:30  | Halifax, Nova Scotia        |                                                           |
| Vitória | 1–1    | Dwayne Lewis             | Decisão (unânime)                    | MFC: Unplugged 3                     | 20/04/2007 | 3     | 5:00  | Edmonton, Alberta           |                                                           |
| Derrota | 0–1    | Adam Braidwood           | Nocaute Técnico (socos)              | MFC 11: Gridiron                     | 03/02/2007 | 1     | 1:54  | Edmonton, Alberta           |                                                           |